# Calicnemia gulinensis
Calicnemia gulinensis là loài chuồn chuồn trong họ Platycnemididae. Loài này được Yu & Bu mô tả khoa học đầu tiên năm 2008.